# Daniel Lozakovich
Daniel Lozakovich (nascido em 1 de abril de 2001) é um violinista clássico sueco. Ele fez sua estreia em concertos aos 9 anos com Vladimir Spivakov em Moscou e assinou com a Deutsche Grammophon aos 15 anos de idade, em 2016. Em 2023 lançou quatro álbuns.

## Vida e carreira
Daniel Lozakovich nasceu em Estocolmo, filho de pai bielorrusso e mãe quirguiz. Começou a tocar violino aos seis anos de idade, matriculando-se posteriormente na Universidade de Música de Karlsruhe para estudar com o professor Josef Rissin em 2012, e desde 2015 é orientado por Eduard Wulfson em Genebra. Em 2016, foi vencedor do Concurso Internacional de Violino Vladimir Spivakov e, pouco depois, retornou à Rússia como solista da Orquestra Mariinsky sob a batuta de Valery Gergiev no concerto de encerramento do XV Festival de Páscoa de Moscou. Ele assinou um contrato exclusivo com a Deutsche Grammophon em junho de 2016, tornando-o o membro atual mais jovem da gravadora, com apenas 15 anos de idade.
A primeira gravação completa de Lozakovich para a Deutsche Grammophon, feita com a Orquestra de Câmara da Orquestra Sinfônica da Rádio da Baviera, foi lançada em junho de 2018 e apresentava os dois concertos de Bach para violino e orquestra (BWV 1041 e 1042) e sua Partita n.º 2 em Ré menor (BWV 1004) para violino solo. Seu álbum de estreia alcançou o primeiro lugar nas paradas da Amazon francesa e o primeiro lugar na parada de álbuns clássicos da Alemanha.
O segundo álbum de Lozakovich, None but the Lonely Heart, foi lançado em outubro de 2019. Em fevereiro de 2023, Mark Pullinger da Gramophone nomeou esta gravação como Top Choice abrangendo 70 anos de melhores gravações do Concerto para Violino de Tchaikovsky.
Em 2020, uniu forças com o seu mentor Gergiev e a Orquestra Filarmônica de Munique para celebrar o 250º aniversário do nascimento de Beethoven com uma gravação ao vivo do Concerto para Violino do compositor.
Lozakovich atualmente toca tanto o Stradivarius "Ex-Baron Rothschild" emprestado em nome do proprietário pela Reuning & Son (Boston) e Eduard Wulfson, quanto o Stradivari "Le Reynier" (1727), que foi emprestado pelo grupo LVMH.
Ele foi convidado para se apresentar no Palácio de Versalhes em 20 de setembro de 2023, durante a visita de Estado de Carlos III à França.

## Discografia
- Johann Sebastian Bach: Violin Concertos Nos. 1 & 2, Partita No. 2 (2018). Orquestra de Câmara da Orquestra Sinfônica da Rádio da Baviera. DG
- Tchaikovsky: None but the Lonely Heart (2019). Filarmônica Nacional da Rússia, Vladimir Spivakov . DG
- Beethoven: Violin Concerto (2020). Filarmônica de Munique, Valery Gergiev. DG [gravação ao vivo, 250º aniversário de Beethoven]
- Spirits (2023). Stanislav Soloviev (piano). DG